# 還劍郡
還劍郡（越南语：／）是越南首都河内市下辖的一个郡，因郡內的还剑湖而得名。

## 地理
還劍郡位於河內的中心城區，東瀕紅河，與龍編郡臨河相望，西臨巴亭郡與棟多郡，北亦接巴亭郡，南接二征夫人郡。

## 历史
1954年11月4日，河内市区划分为第一、二、三、四郡，还剑郡区域隶属第一郡、第二郡管辖。
1958年，市区4郡重划为12区庯，还剑郡区域分为还剑区庯、东门区庯、行芃区庯和行陶区庯。
1959年，东门区庯、行芃区庯和行陶区庯合并为同春区庯。
1961年5月31日，河内市区重划为4区庯，还剑区庯，同春区庯，行楛区庯第二块、第三块、第四块、第五块、第六块、第七块、第八块、第九块、第十块、第十一块、第十五块、第十六块、第十七块，二征夫人区庯第三十五块、第三十六块、第三十七块、第三十八块、第三十九块、第四十块、第四十一块组成新的还剑区庯。
1974年8月31日，河内市调整市区行政区划，各区庯下辖小区域分设为小区，二征夫人区庯下辖46小区。
1978年12月，河内市各区庯合并小区，还剑区庯下辖章阳小区、东门小区、南门小区、同春小区、行铂小区、行𦃿小区、行蒲小区、行芃小区、行帆小区、行桃小区、行荄小区、行马小区、行𪔠小区、李太祖小区、潘周桢小区、福新小区、陈兴道小区、場錢小区18小区。
1981年1月3日，越南调整行政区划通名。还剑区庯更名为还剑郡。章阳小区更名为章阳坊，东门小区更名为东门坊，南门小区更名为南门坊，同春小区更名为同春坊，行铂小区更名为行铂坊，行𦃿小区更名为行𦃿坊，行蒲小区更名为行蒲坊，行芃小区更名为行芃坊，行帆小区更名为行帆坊，行桃小区更名为行桃坊，行荄小区更名为行荄坊，行马小区更名为行马坊，行𪔠小区更名为行𪔠坊，李太祖小区更名为李太祖坊，潘周桢小区更名为潘周桢坊，福新小区更名为福新坊，陈兴道小区更名为陈兴道坊，場錢小区更名为場錢坊。

## 行政区划
還劍郡下轄18坊，郡人民委员会位于行𪔠坊。
- 章陽坊（Phường Chương Dương）
- 東門坊（Phường Cửa Đông）
- 南門坊（Phường Cửa Nam）
- 同春坊（Phường Đồng Xuân）
- 行鉑坊（Phường Hàng Bạc）
- 行𦃿坊（Phường Hàng Bài）
- 行蒲坊（Phường Hàng Bồ）
- 行芃坊（Phường Hàng Bông）
- 行帆坊（Phường Hàng Buồm）
- 行桃坊（Phường Hàng Đào）
- 行荄坊（Phường Hàng Gai）
- 行馬坊（Phường Hàng Mã）
- 行𪔠坊（Phường Hàng Trống）
- 李太祖坊（Phường Lý Thái Tổ）
- 潘周楨坊（Phường Phan Chu Trinh）
- 福新坊（Phường Phúc Tân）
- 陳興道坊（Phường Trần Hưng Đạo）
- 場錢坊（Phường Tràng Tiền）

## 商业
還劍郡是河內的商業中心，越南許多大型公司和銀行的總部都設在這裡。

## 旅游
河內許多旅遊景點都坐落於還劍郡，包括河內古街區（三十六街）、河內大劇院、越南國家歷史博物館和昇龍水上木偶劇院等。

## 交通
- 越南鐵路
  - 河老線、河海線、河同線、河太線：龍編站